# Metrodia
Metrodia là một chi nấm trong họ Agaricaceae.